# The Rose (banda)
The Rose (em coreano: 더 로즈) é uma banda de indie-rock sul-coreana. A banda é composta por quatro membros:  Woosung (vocal e guitarra), Dojoon (teclado), Hajoon (bateria) e Taegyeom (baixo). Sua estreia ocorreu com o lançamento do single "Sorry" em 3 de agosto de 2017 pela gravadora J&Star.

## História

### 2015-2016: formação inicial e dias de busking
Dojoon e Taegyeom se encontraram enquanto os dois estavam em Hongdae numa performance de rua (busking). Ocupado frequentemente como estagiário da DSP Media, Dojoon raramente teve tempo de se encontrar com Taegyeom e mais tarde confessou em uma entrevista de rádio que ele não era do tipo que desobedecia a sua empresa de gerenciamento. Taegyeom começou a trabalhar com Hajoon no final do ano depois que os dois se conheceram enquanto praticavam no mesmo estúdio, e a dupla partiu em busca de outro membro.
Até o final de 2015, Taegyeom recrutou Dojoon, que havia deixado sua empresa e retornado ao busking. O trio iniciou a banda indie Windfall e começou a escrever suas próprias músicas, enquanto publicava covers musicais no YouTube e se apresentava nas ruas. Quando a banda decidiu procurar seu quarto e último membro, Dojoon trabalhou para recrutar Woosung, que ele conheceu através de um amigo em comum.
Em 2016, a banda entrou na J&Star Company.

### 2017–2018: Estreia no mainstream, Paint it Rose Tour, Void e Dawn
Em 3 de agosto de 2017, a banda estreou seu single, "Sorry", e sob um novo nome, The Rose. No final daquele mês, a Rolling Stone India elogiou o single The Rose por ser "uma fantástica introdução à vibração suave da banda" e descreveu "o imenso controle de Woosung sobre seus vocais estridentes... particularmente impressionante". O grupo então fez um retorno subsequente em 31 de outubro com seu segundo single, "Like We Used To".
Em 14 de dezembro, a Billboard nomeou "Sorry" do The Rose como uma das melhores músicas pop coreanas de 2017. A essa altura, o videoclipe já havia recebido mais de 3 milhões de visualizações no YouTube, um número surpreendente para um grupo recém debutado. Mais tarde naquele mês, a banda anunciou sua primeira turnê européia intitulada Paint It Rose, programada para tocar em Bruxelas, Moscou, Istambul, Londres e Budapeste durante o mês de fevereiro de 2018. Woosung anunciou mais tarde durante uma entrevista de rádio com Arirang K-Show que a turnê estava esgotada.
Em 24 de dezembro, a banda realizou seu primeiro concerto solo The Black Rose Day no Mpot Hall em Seul. O grupo performou seus dois singles existentes, covers de músicas inglesas e canções inéditas dos dias de busking do grupo, intituladas "Photographer" e "Beautiful Girl".
Em 5 de janeiro de 2018, The Rose se apresentou no Rolling Hall 23rd Anniversary Concert, ao lado de outros artistas indie estabelecidos, como Cheeze, O.WHEN e Fromm. A banda apresentou três novas músicas inéditas, intituladas "Baby", "OMG" e "ILY".
Em 12 de janeiro, a banda foi listada como um dos 5 melhores artistas coreanos para assistir em 2018 pela Billboard. O artigo escreveu que é "raro para bandas de rock fazerem uma grande impressão de K-pop na estreia, mas a maravilhosamente emotiva "Sorry" do The Rose foi capaz de fazer isso, marcando um lugar na lista de músicas dos críticos de fim de ano da Billboard e confirmando-os como um novo talento multifacetado em cena."
Em 24 de janeiro, Soompi anunciou The Rose como um dos indicados para Rookie of the Year em seu 13º Annual Soompi Awards.
Em 17 de março, a banda encabeçou o concerto de encerramento da 29ª Conferência de Estudantes Coreano-Americanos, organizada pela Universidade do Noroeste em Chicago.
Em 16 de abril de 2018, The Rose lançou seu primeiro mini-álbum intitulado Void. Durante sua turnê americana, o grupo sentou-se com a Billboard para falar sobre seu último lançamento: "através do esforço de cinco faixas, a intenção do The Rose era destacar os elementos mais sombrios da emoção humana através do pop-rock dinâmico".
Em 14 de agosto, The Rose apareceu na trilha sonora original de Tofu Personified (두부의 의인화) com "With You" (너와) que foi escrita, composta e arranjada por Taegyeom, com os vocais interpretados por Woosung.
Em 4 de outubro, eles lançaram seu segundo mini-álbum intitulado Dawn.

### 2019–2021: Red, We Rose You Live Tour, processo e serviço militar
De 17 a 19 de maio de 2019, The Rose se apresentou pela primeira vez no KCON Japan no Makuhari Messe em Chiba. Em 13 de agosto, a banda lançou seu terceiro single álbum Red. Em seguida, eles embarcaram em sua segunda turnê mundial, We Rose You Live Tour, em 17 de agosto. Em 31 de agosto, a banda lançou a música "Strangers" (타인은 지옥이다) para a trilha sonora de Hell Is Other People. Em 2019, a banda participou do show de talentos de sobrevivência Superband.
Em 15 de janeiro de 2020, foi anunciado que The Rose seria o ato de abertura da turnê Manic World Tour da cantora Halsey em Seul em 9 de maio. No entanto, a turnê foi adiada para o verão de 2021 devido à pandemia do COVID-19.
Em 28 de fevereiro, The Rose supostamente entrou com uma ação contra a J&Star Company para rescindir seu contrato exclusivo. Em seu processo, a banda alegou que a agência não forneceu nenhum pagamento desde sua estreia e que exigia um cronograma promocional rigoroso. The Rose citou a promessa da J&Star de fornecer relatórios mensais de receita que nunca se materializaram, bem como a decisão unilateral da empresa de planejar uma turnê americana por 17 cidades com duração de 32 dias, o que exigiria um show a cada dois dias. A J&Star Company negou as acusações e planeja "tomar todas as medidas legais necessárias".
Em 4 de março, a J&Star Company divulgou uma declaração secundária que refutou as alegações e acusações de The Rose contra a empresa, dizendo que o grupo estava sendo enganoso e quebrou a integridade e a dignidade. A gravadora enfatizou sua intenção de tomar medidas legais por violação de contrato, difamação de caráter e muito mais.
Em 6 de julho, Dojoon se alistou para o serviço militar obrigatório. Em 3 de agosto, que marcou o terceiro aniversário da banda desde a estreia, os membros ativos Woosung, Hajoon e Taegyeom revelaram que criaram novas contas de mídia social para a banda e divulgaram a seguinte declaração em coreano e inglês: 
Olá, nossos lindos Blackroses
Já é nosso terceiro ano caminhando juntos nesta bela estrada para onde quer que seja o destino. Todos os dias tem sido uma bênção para nós desde que nos conhecemos. Obrigado sempre por estar ao nosso lado em todos os altos e baixos. A cada viagem há um desvio ou um período de descanso. Achamos que com os membros indo para o exército, agora é o momento certo para apenas sentarmos onde quer que estejamos e apreciar a vista que não pudemos ver enquanto avançamos. Há coisas que podemos aprender e experimentar somente quando paramos e reservamos um tempo para apreciar. Nós realmente esperamos que possamos sair disso e contar a vocês tudo sobre nossas experiências. Até lá preparámos um pequeno presente para as nossos black roses, que esperamos revelar em breve.
Sinto sua falta, nos vemos daqui a pouco. - The Rose 
Em 24 de agosto, eles lançaram o single "Black Rose", com o nome e dedicado a seus fãs.
Os membros Hajoon e Taegyeom se alistaram para o serviço militar em 12 de outubro de 2020 e 9 de novembro de 2020, respectivamente.
Após o lançamento de seu single solo “Lazy”, Woosung revelou em uma entrevista ao South China Morning Post em junho de 2021 que The Rose resolveu seu processo com a J&Star e foi liberado de seu contrato, dizendo: “Tudo foi resolvido…Não temos mais contrato com ninguém. Os [outros] membros estão no exército e estamos esperando que eles saiam. Isso é tudo o que posso dizer." Ele também afirmou que a banda planeja permanecer junto.
Depois que o processo foi resolvido, foi anunciado que eles lançariam o single "Beauty and the Beast" em 29 de dezembro de 2021.

### 2022-presente: Retorno e nova gravadora
Após a dispensa de Dojoon, Hajoon e Taegyeom, e o lançamento do álbum solo de Woosung, Moth, o grupo retornará com seu primeiro álbum de estúdio, Heal, no final de 2022. Em agosto de 2022, eles assinaram com a Transparent Arts, do grupo Far East Movement, como sua nova gravadora, com Transparent e Wasserman Music representando a banda. Além disso, em apoio ao Heal, eles embarcarão em sua próxima turnê mundial, Heal Together World Tour, com datas na América do Norte, América do Sul, Europa e Ásia de 2022 a 2023.

## Integrantes
- Woosung (우성)
  - Nome de nascimento: Kim Woo Sung (김우성)
  - Nome inglês: Sammy
  - Data de nascimento: 25 de fevereiro de 1993 (32 anos)
  - Posição no grupo: Guitarrista Principal, Vocalista Principal, Líder

- Dojoon (도준)
  - Nome de nascimento: Park Do Joon (박도준)
  - Nome inglês: Leo
  - Data de nascimento: 20 de abril de 1993 (32 anos)
  - Posição no grupo: Vocalista Líder, Piano, Teclado e Guitarra Acústica

- Hajoon (하준)
  - Nome de nascimento: Lee Ha joon (이하준)
  - Nome inglês: Dylan
  - Data de nascimento: 29 de julho de 1994 (31 anos)
  - Posição no grupo: Baterista e Backing Vocal

- Taegyeom (태겸)
  - Nome de nascimento: Lee Tae gyeom (이태겸)
  - Nome inglês: Jeff
  - Data de nascimento: 03 de novembro de 1994 (30 anos)
  - Posição no grupo: Baixo, Backing Vocal, Visual e Maknae

## Discografia

### Álbuns de estúdio
- Heal (2022)
- DUAL (2023)

### Mini álbuns
- Void (2018)
- Dawn (2018)
- RED (2019)

### Singles
- "Sorry" (2017)
- "LIke We Used To" (2017)
- "Black Rose" (2020)
- "Beauty And The Beast" (2021)

### Singles Solo
- "Beautiful Girl" (Woosung, remake 2019)
- "Lazy" (Woosung, 2021)
- "Dimples" (Woosung, 2021)

### OSTs
- "Tofu Personified OST Part.3" (2018)
- "Strangers From Hell OST Part.1" (2019)
- "Catch the Ghost OST Part.1" (Woosung, 2019)
- "Psychopath Diary OST Part.1" (Woosung, 2019)
- "Itaewon Class OST Part.5" (Woosung, 2020)
- "Idol: The Coup OST Part.4" (Woosung, 2021)

### Álbuns Solo
- WOLF (Woosung, 2019)
- GENRE (Woosung, 2021)

## Turnês
Turnês em Seul
- The Black Rose Day (2017)[33]
- The Rose Day: Long Drive (2018)[34]
- Home Coming (2018)[35]

Turnês Principais
- Paint it Tour in Europe (2018)[36]
- Paint it Tour in USA (2018)[37]
- Paint it Tour in Mexico/South America (2018)[38]
- Paint it Tour in Europe/Australia: 2nd Coloring (2018)[39]
- We Rose You Live Tour (2019)[40]